# Wolfgang Keller
Wolfgang Keller (* 14. Februar 1873 in Freiburg (Breisgau); † 16. Februar 1943 in Bonn) war ein deutscher Literaturwissenschaftler und Neuphilologe.

## Leben
Der Sohn des Klassischen Philologen Otto Keller studierte zuerst Medizin und Naturwissenschaften in Prag, dann Neuphilologie. In Berlin und London setzte er sein Studium fort. 1898 habilitierte sich Keller an der Universität Jena mit der Fortsetzung seiner Freiburger Dissertation „Literatur und Sprache in Worcester im 10. und 11. Jahrhundert“ (1895). Im gleichen Jahr wurde er dort außerordentlicher Professor.
Von 1910 bis 1937 war Keller ordentlicher Professor für Anglistik an der Universität Münster, 1932/33 dort Rektor. Im Frühjahr 1933 wurde der Nationalsozialist Hubert Naendrup sein Nachfolger, weil Keller politisch nicht mehr opportun war. Keller versuchte im selben Jahr der NSDAP beizutreten, wurde aber abgelehnt, zum 1. Mai 1937 konnte er sich dann allerdings der NSDAP anschließen (Mitgliedsnummer 5.830.828).
Die Mehrheit seiner Veröffentlichungen galt Shakespeare sowie der elisabethanischen Zeit, nachdem er zu Beginn alt- und mittelenglische paläographische, sprach- und literaturwissenschaftliche Studien betrieben hatte. Seit 1898 war er Vorstandsmitglied der Deutschen Shakespeare-Gesellschaft, 1939 bis 1943 ihr Präsident, sowie Herausgeber des Shakespeares-Jahrbuchs. Er war Ehrenmitglied der Philologischen Verbindung Guestphalia Münster (seit 1921 Burschenschaft Guestphalia Münster).
Kellers Bruder war der Rechtswissenschaftler Siegmund Otto Keller (1870–1943). Seine Schwester war die Bildhauerin Clothilde Schaar (1874–1958).

## Schriften
- Angelsächsische Paläographie, 1906